# 한국 민요
한국 민요(韓國民謠)는 예로부터 한국 민중들 사이에서 불려오는 노래를 말한다.

## 개요
작사자와 작곡가가 따로 없이 언제부터인가 불려오기 시작하여, 민중들의 입과 입을 거쳐 내려오는 동안에 그들의 사상·생활·감정에서 우러나온 사설들이 담기고 토속적인 가락으로 불리게 되었다. 한국민요는 대개 같은 가락의 사설을 1절, 2절하고 바꿔 부르는 장절형식(章節形式)이 많고, 흔히 후렴이 붙는다. 한국민요는 전파(轉播) 정도와 음악적 세련도에 따라 토속민요(土俗民謠)와 창민요(唱民謠)로 구분할 수 있고, 불리는 지방에 따라 남도민요·경서민요(京西民謠) 등 지방적으로 분류할 수 있다.

## 전문성에 따른 구분

### 토속 민요
토속민요(土俗民謠)는 어느 국한된 지방에서 불리는 매우 소박한 민요로, 사설이나 가락이 극히 소박하고 향토적이다. 특히 지역적인 차이가 심하여 고개 하나 내 하나 건너도 가락이 달라지는 것이 특징이다. 대개 노동요(勞動謠)·부녀요(婦女謠)·동요(童謠) 등에 많은데 예를 들면 경상도 모내기·전라도 김매기·제주도 해녀노래·경상도 메나리·각 지방 상여소리 등을 들 수 있다.

### 통속 민요
통속민요(通俗民謠)민요는 유행민요, 또는 예술민요라고도 불리며, 그 기원은 토속민요에 있으나 전문 소리꾼들에 의하여 음악적으로 세련되고 다채롭게 발전하여 대중에게 널리 알려진 민요를 말한다. 창민요의 사설은 옛 시구(詩句)나 중국 고사(故事)를 인용하거나 상투적인 내용이 많고, 가락은 장절(章節)마다 달리 변주되는 것이 많다. 예를 들면 전라도 육자배기·평안도 수심가·경기도 창부타령·남도의 성주풀이 등이다.

## 지방에 따른 구분
한국의 창민요는 지방마다 가락이 다르므로 가락의 차이에 의해서 민요가 분류된다. 크게 나누면 경서도 민요(京西道民謠)와 남도민요(南道民謠)로 나뉘고, 경서도 민요는 경기 민요와 서도 민요로 나뉜다. 제주도는 따로 나눌 수 있다. 이것은 다시 행정구역과 비슷하게 각 도 민요로 세분하기도 한다.

### 경기도 민요
서울을 중심으로 경기도와 그 주변에서 불리는 민요. 장단은 굿거리·자진타령·세마치 등이 쓰인다. 가락은 전음 5음계로 되었고 비교적 음의 편중이 적다. 솔(Sol)로 마치는 창부타령형(倡夫打令型), 라(La)로 마치는 한강수타령, 도(Do)로 마치는 경복궁타령형이 있다. 경기민요는 대개 흥겹고 구성지고 경쾌하다. 민요의 종류로는 노랫가락·창부타령·이별가·청춘가·도라지타령·사발가·베틀가·오봉산타령·오돌또기·양류가·방아타령·자진방아타령·양산도·한강수타령·경복궁타령·개성난봉가·늴리리야·군밤타령·는실타령·건드렁타령·아리랑·긴아리랑·청춘가·노들강변 등이며, 대표적인 것은 창부타령과 방아타령이다.

### 충청도 민요
충청도에서 불리는 창민요는 경기도 민요를 부르거나 전라도 혹은 강원도 민요를 부르기 때문에 충청도 창민요가 따로 없다. 경기흥타령이 첫마루 사설에 천안삼거리라는 지명이 나온다 하여 충청도 민요로 알려진 것 같다.

### 평안도 민요
평안도에서 불리는 민요는 사설이 길고 후렴이 없어서 잡가와 같이 된 것이 많고(예: 수심가, 배따라기), 자유리듬이나 불규칙장단으로 된 것이 많다(예: 수심가, 배따라기, 긴아리랑). 한편 짧은 사설에 고정장단으로 된 것도 있는데, 이것들은 도드리 장단이 쓰인다. 가락은 수심가형(愁心歌型)으로 되었다. 널리 알려진 평안도 민요는 수심가·배따라기·자진배따라기가 있다.

### 황해도 민요
황해도에서 불리는 민요들은 중모리 장단, 빠른 것은 자진굿거리 장단으로 친다. 가락은 수심가형이 많으나 목 구성이 다르고 어떤 것은 경기도 경복궁타령이나 한강수타령과 비슷한 데가 보이기도 한다. 평안도 민요처럼 처절하지 않고, 보다 밝고 서정적이며, 한편 구성진 가락도 보인다. 산염불·자진염불·긴난봉가·자진난봉가·사리원난봉가·병신난봉가·몽금포타령·수천난봉가 등이 있다. 산염불, 긴난봉가가 대표적이라 하겠다.

### 강원도 민요
강원도에서 불리는 민요 중에서 널리 알려진 것은 강원도 민요·정선아리랑·한오백년 등이다. 이 세 민요들은 모두 아리랑과 관계가 있는 민요인 것으로 봐서, 각도에 흩어진 아리랑 민요들의 원형이 강원도 민요에 나왔다고 하겠다. 강원도 민요에는 5박 장단(강원도아리랑)·세마치(정선아리랑)·중모리(한오백년)가 있지만, 어느 것이 가장 많이 쓰이는 것인지 아직 밝혀지지 않고 있다. 가락은 이른바 메나리조로 되었고, 느린가락은 퍽 애절한 느낌을 준다.

### 함경도 민요
함경도에서 불리는 민요 중에서 널리 알려진 것은 신고산타령·애원성·궁초댕기 등이다. 함경도 민요 가락은 강원도 민요 가락과 비슷하다. 강원도 민요는 느린가락으로, 애절한 가락이 많으나, 함경도 민요는 비교적 빨라서 애절한 중에도 거세게 들린다. 장단은 볶는타령(신고산타령) 혹은 잦은 굿거리(애원성)가 쓰인다. 선율은 강원도 메나리조와 비슷하나 음 조직과 시김새가 좀 다르다

### 경상도 민요
경상도 지방에서 불리는 토속민요는 강원도와 같이 느린 것도 있으나(메나리, 초부가) 대개는 빠른 가락이 많다. 세마치(밀양아리랑)·굿거리(골패타령)·굿거리(쾌지나칭칭) 등이 쓰인다. 가락은 강원도와 같이 메나리조로 되었으나, 빠른 가락으로 된 것들은 슬픈 느낌보다 오히려 씩씩하고 꿋꿋하다. 경상도 지방에서 널리 알려진 창민요는 밀양아리랑·울산아가씨·쾌지나칭칭·뱃노래·튀전타령·골패타령·담바구타령 등이 있다. 토속민요로 메나리, 초부가 따위가 알려졌고, 근래에는 이 지방 토속민요가 개발되어 보리타작·상주모내기·통영개타령 따위가 알려졌다. 성주풀이는 경상도 민요로 치나 근원은 다른 데에 있는 것 같다.

### 전라도 민요
전라도에서 불리는 민요들은 토속민요와 창민요가 가락이 다른 것이 많다. 창민요들은 선율이 거의가 이른바 육자배기형인데, 토속민요는 육자배기형이 아닌 것들이 많이 있어서 주목을 끈다. 창민요의 장단들은 중모리(흥타령·긴농부가), 중중모리－굿거리(개구리타령·자진농부)가 가장 많다고 하며, 진양(육자배기)과 자진모리(까투리타령)도 있다. 느린 가락으로 된 민요는 슬픈 느낌을 준다. 빠른 가락으로 된 민요는 구성지고 멋스럽다.

### 제주도 민요
제주도에서는 수많은 민요가 불리되 대부분이 토속민요이다. 제주도에서 불리는 창민요 중에서 널리 알려진 것은 오돌또기와 이야홍타령이다. 제주도 토속민요는 자유리듬이 많고, 굿거리 장단과 같은 고정 리듬도 있다. 가락은 대개 레로 마치는 것이 많다.

## 지역에 따른 구분

### 경기민요
서울, 경기, 충청 지역에서 불리던 민요를 경기민요라 하며, 대체로 음색이 맑고 부드러우며 서정적이다. 경기민요에서 사용되는 토리는 경토리이다. 솔, 라, 도, 레, 미의 5음 음계를 사용한다. 대표곡으로 아리랑, 천안삼거리, 군밤타령, 경복궁 타령, 창부타령 등이 있다.

### 서도민요
황해도, 평안도에서 불리던 민요를 서도 민요라 한다. 콧소리를 섞어 부르며, 애수적이고 감상적이다. 수심가토리이며 레, 미, 솔, 라, 도의 5음 음계를 사용한다. 산염불, 긴아리, 자진아리, 수심가 , 싸름 등이 대표곡이다.

### 동부민요
함경도, 강원도, 경상도 지역에서 불리던 민요를 동부민요라 한다. 동부민요의 특징은 함경도와 강원도는 한탄조, 탄식조가 많고, 경상도는 경쾌하며 빠른 곡조의 곡이 많다. 메나리토리를 사용한다. 미, 솔, 라, 도, 레의 5음 음계를 사용한다. 밀양아리랑, 쾌지나칭칭나네, 한오백년, 강원도아리랑, 정선아리랑 등이 대표적이다.

### 남도민요
남도 지역의 민요를 가리키며, 굵은 목을 사용하여 굵게 떨거나, 꺾는 음 등의 시김새를 사용한다. 육자배기 토리이다. 미, 라, 시의 3음 음계를 사용한다. 대표곡으로 새타령, 육자배기, 자진육자배기, 농부가, 진도아리랑 등이 있다.

### 제주도 민요
제주도 방언을 사용하여 이국적인 느낌이다. 특정 토리는 없다. 대표곡으로 이어도사나, 이야홍타령, 오돌또기, 너영나영 등이 있다.

## 같이 보기
- 민요
- 토속 민요 - 노동요

## 참고 문헌
- 이 문서에는 다음커뮤니케이션(현 카카오)에서 GFDL 또는 CC-SA 라이선스로 배포한 글로벌 세계대백과사전의 내용을 기초로 작성된 글이 포함되어 있습니다.